# Estación Berrotarán
 Nicolás Berrotarán  o simplemente Berrotarán es una estación ferroviaria ubicada en Berrotarán, en el Departamento Río Cuarto, Provincia de Córdoba, República Argentina.

## Historia
Ya se había comenzado el trabajo de trazado de las vías, y estratégica ente se elegían los lugares para fundar la estación, teniendo en cuenta las distancias para la provisión de agua, para las máquinas a vapor.
Se eligió el punto a donde aún hoy está la estación de ferrocarril, allí se cavó el pozo donde se pondría el molino.
Al tener el lugar determinado, la familia Berrotarán , propietarios de grandes terrenos  donaron 119 hectáreas para construir la estación y hacer un loteo para el pueblo.
En 1913 las vías ya estaban concluidas y se habilitó una parada en el lugar,  del ferrocarril Central Argentino.
Los colonos ya vieron la posibilidad al tener agua de acercarse al lugar donde pasaría el progreso, eligiendo el lugar dentro del loteo realizado.
Al acercarse estas personas, ubicándose ya todos más cerca del paso del ferrocarril, comienzan a surgir las necesidades de una comunidad. Siempre hay algún vecino que tiene habilidades para algo distinto.
Por cierto que la alimentación era lo primordial. Surge la idea de instalar una panadería o al menos una familia que lo hiciera y eso lo hace Don Juan Basso.
El primer negocio como un almacén fue el de Don Antonio Cullazo, posteriormente se crean dos almacenes más de ramos generales, estos son los de Don Belisario Ciachi y Don Francisco Vanderhoever
Hasta entonces se usaba comer mucho el charqui, pero ya habiendo varios vecinos aparecen las carnicerías de Meza y Don María Medina.
Hacía falta algún alojamiento ya que desde el día que pasó el primer tren, que fue el 24 de junio de 1913, había gente que pasaba o que se tenía que alojar y a esta misión la cumple Don Ángel Pantaso con una “Fonda” donde se comía, se tomaba la tradicional “vuelta”, siendo centro de reuniones y se dormía cuando hacía falta.
En 2001 se suscitó una controversia donde la empresa Nuevo Central Argentino (NCA), concesionaria del servicio ferroviario que atraviesa Córdoba intimó al municipio dado que varios comercios fueron autorizados a radicarse en terrenos públicos que no fueron cedidos.

## Servicios
Actualmente presta servicio de cargas cereales, piedras y minerales.

## Galería
|                      |
| Andén de la estación |

|                                            |
| La estación desde las calles de Berrotarán |

|                                                              |
| Trabajos de cargas de elementos mineros y de la construcción |

|                                                                                |
| Movimientos de cargas de piedras con formación de vagones esperando el llenado |

|                                         |
| Locomotora en el andén esperando cargas |

|                                                    |
| Infraestructura cerealera en la estación de trenes |

|                                        |
| Oficina de turismo en área ferroviaria |